# Grytgöl
För andra betydelser, se Grytgöl (olika betydelser).
Grytgöl är en tätort i Finspångs kommun i Hällestads socken.

## Grytgöls bruk
Tätorten är framvuxen kring Grytgöls bruk, ett tråddrageri och järnmanufakturverk, senare känt som spik- och stängselnätsfabrik. Grytgöls bruk ombildades 1893 till aktiebolag med namnet Grytgöls bruks AB. Bruket hade 1930 200 anställda.

### Befolkningsutveckling
| Befolkningsutvecklingen i Grytgöl 1960–2020 | Befolkningsutvecklingen i Grytgöl 1960–2020 | Befolkningsutvecklingen i Grytgöl 1960–2020 | Befolkningsutvecklingen i Grytgöl 1960–2020 | Befolkningsutvecklingen i Grytgöl 1960–2020 |
| ------------------------------------------- | ------------------------------------------- | ------------------------------------------- | ------------------------------------------- | ------------------------------------------- |
|                                             |                                             |                                             |                                             |                                             |
| År                                          |                                             |                                             | Folkmängd                                   | Areal (ha)                                  |
| 1960                                        | 1960                                        |                                             | 352                                         |                                             |
| 1965                                        | 1965                                        |                                             | 332                                         |                                             |
| 1970                                        | 1970                                        |                                             | 313                                         |                                             |
| 1975                                        | 1975                                        |                                             | 300                                         |                                             |
| 1980                                        | 1980                                        |                                             | 328                                         |                                             |
| 1990                                        | 1990                                        |                                             | 321                                         | 72                                          |
| 1995                                        | 1995                                        |                                             | 302                                         | 72                                          |
| 2000                                        | 2000                                        |                                             | 301                                         | 72                                          |
| 2005                                        | 2005                                        |                                             | 301                                         | 72                                          |
| 2010                                        | 2010                                        |                                             | 263                                         | 72                                          |
| 2015                                        | 2015                                        |                                             | 290                                         | 86                                          |
| 2020                                        | 2020                                        |                                             | 323                                         | 86                                          |
|                                             |                                             |                                             |                                             |                                             |

## Kommunikationer
Grytgöl trafikeras av Östgötatrafikens busslinje 413.

## Polustus
Grytgöl är mest känt för sitt årliga karnevalståg som går varje midsommar sedan 1943.
Karnevalståget Polustus består av cirka tio vagnar där det skämtas om lokala och nationella händelser. På vagnarna är det några ur lokalbefolkningen som skådespelar, och på varje vagn hänger det skyltar med skrivna skämt i form av verser. Nästintill alla vagnar dras av gamla traktorer. Mellan vagnarna åker det folk på enhjuliga cyklar och andra cyklar, som är anses vara väldigt speciella. Tåget startar vid Grytgöls festplats (Björkliden) och åker sedan ca fyra kilometer och vänder tillbaka.
Sedan i början av 2000-talet har "Polustus-folket" skapat en stor figur uppe på en bil. Några exempel är Katten Gustaf, Kalle Anka, Nalle Puh.

## Idrott
Den 30 december år 2008 vann Grytgöls IK TV4:s pris Årets Idrottsförening från Eldsjälsgalan.